# 威廉斯埃克斯 (新墨西哥州)
威廉斯埃克斯（英語：Williams Acres）是位於美國新墨西哥州麥金萊縣的普查規定居民點。

## 人口
根據2020年美國人口普查的數據，威廉斯埃克斯的面積為2.09平方千米，皆為陸地。當地共有人口491人，而人口密度為每平方千米234.93人。